# Apantilius
Apantilius is een geslacht van wantsen uit de familie van de Miridae (Blindwantsen). Het geslacht werd voor het eerst wetenschappelijk beschreven door Kiritshenko in 1951.

## Soorten
Het genus is monotypisch en bevat alleen de volgende soort:

- Apantilius prasinus (Fieber, 1870)